# セント・ジョンズ・ウォーター・ドッグ

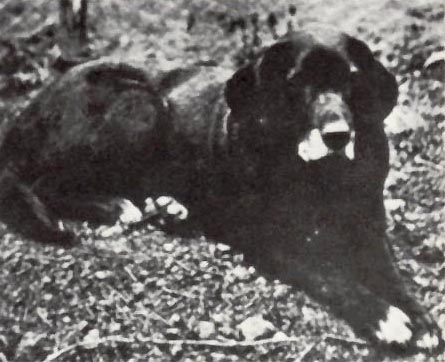
セント・ジョンズ・レトリーバーの最後の生き残りであるとされている、ネル（Nell）号
1867年、12歳の際の撮影

セント・ジョンズ・ウオーター・ドッグ（英：St.John's Warter Dog）あるいはセント・ジョンズ・レトリーバー（英：St.John's Retriever）とは、カナダのニューファンドランド島セントジョンズ原産のレトリーバー犬種である。
また、レッサー・セント・ジョンズ・ドッグ（英：Lesser St.Jon's Dog）という名前も持つ。この「レッサー（小型）」というのは本種が小型犬種であることからつけられたのではなく、同地原産犬種のニューファンドランドと比較してやや小さめであることからつけられた異名である。
ラブラドール・レトリーバーの先祖でもある。

## 歴史
カナダに他地域からの移民が入り始めた頃、ウォータードッグタイプの犬とニューファンドランドを交配させて作られた犬種である。凍て付く寒さの中でもリトリービングを行い、丈夫な体と扱いやすい気性を持っていたため猟師や漁師に重宝されていた。後にもっと能力の高いレトリーバーを作り出すという試みが行われ、数頭がイギリスに輸出されて改良されてラブラドール・レトリーバーが誕生した。しかし、カナダ国内のセント・ジョンズ・レトリーバーは逆輸入されたラブラドールに押され、活躍の場を徐々に奪われていった。更にむやみに行われた異種交配による雑種化が進んだ事も有り、純血の犬の数は極端に減ってしまい、絶滅寸前となってしまった。あまりにも頭数の激減が深刻であったため、本種は既に絶滅してしまったと見る専門家も多かった。
しかし、1980年代にカナダの辺地で生存していた数頭の純血のセント・ジョンズ・レトリーバーが発見され、この犬を使って本種の再生活動も行われている。数人のブリーダーによってこの活動は行われているが、まだ復刻版の頭数は少ない。本種はあまりカナダ以外では知られていない犬種である。

## 特徴
子孫のラブラドールに比べると、体格は大きくがっしりしていて、容姿も随分異なる。頭部は幅が広く、マズルはやや短い。首は太く背は平らで、胴は長い。垂れ耳・サーベル形の垂れ尾で尾には飾り毛がある。指には水かきがついているが、ラブラドールのものよりも長く丈夫である。コートはショートコートで、二重構造をしているため防寒性も高く、水もよくはじく。毛色はブラックのみであるが、胸などにホワイトのパッチが入る事もある。体重が54～77kgもある大型犬サイズの犬である。性格は穏やかで攻撃的な面がなく、子供に対しても優しく接する事が出来る。泳ぐ事も得意で、リトリービング（回収作業）の際は獲物に歯形がつかないようにそっと咥える『ソフトマウス』という技術を習得する事が出来る。

## 原産国はカナダか、フランスか、イギリスか
セント・ジョンズ・レトリーバーは一般的にはカナダ原産の犬種として知られている。これは作出が行われた国や地域を原産地とする考えに則って指定されるものであるが、中には複数の原産地を持っていたり、不明であるとするなどの例外もいくつかある。昔はこの規定が無視される事も多かったため、本種の原産地をカナダにするか、イギリスにするか、フランスにするか論争が行われていたことがあった。カナダ原産説の理由は作出が全てカナダで行われたためで、イギリス原産説の理由は子孫であるラブラドールがイギリスで作られた犬種であるため、先祖もイギリス原産とするべきであるという要望があったためで、フランス原産説の理由は原産地がかつてフランス領であったためであるとそれぞれ主張されていた。そして論議の末、規定は守られる形となり、最終的にカナダが原産地として決定された。決められた理由は作出が全てカナダ国内で行われ、イギリスやフランスなどの他国からの干渉も全く行われていなかったため純粋な原産地として指定されたのであった。